# Lojeŭský rajón
Lojeŭský rajón (bělorusky Лоеўскі раён, ukrajinsky Лоєвський район, rusky Лоевский район) je územně-správní jednotkou na jihovýchodě Homelské oblasti v Bělorusku. Administrativním centrem rajónu je město Lojeŭ (bělorusky Лоеў, rusky Лоев).

## Geografie
Rajón na západě a severu hraničí s Brahinským rajónem, Chojnickým rajónem, Rečyckým rajónem, Homelským rajónem a na východě po Dněpru a částečně podél dolního toku Sožy s Černigovskou oblastí na území Ukrajiny.
Rozloha rajónu je necelých 1 046 km². Zhruba polovinu území zabírají zemědělské půdy, 40 % zaujímají lesy. Hlavními řekami jsou Dněpr a jeho přítoky Sož, Brahinka, Pjesočanka. Va rajóně se nachází Dněprsko-Brahinská nádrž.
Lojeŭ, správní středisko rajónu, se nachází na pravém břehu Dněpru ve vzdálenosti 98 km od Homelu, oblastního i rajónního centra města v Homelské oblasti, a 60 km od nejbližší železniční stanice Rečyca.

## Historie
Rajón byl založen dne 8. prosince 1926 jako součást Rečyckého okruhu, od 9. června 1927 až do 26. července 1930 byla součástí území Homelského okruhu. Dne 20. února 1938 byla začleněna Homelské oblasti. Byl zrušen 25. prosince 1962 (rajón rozdělen Rečyckému a Brahinskému rajónu), opět obnoven byl 30. července 1966.

## Doprava
Rajónem prochází silniční komunikace Rečyca — Lojeŭ — Brahin, Brahin — Cholmječ. Po řekách Dněpr a Sož se realizuje i vodní doprava.

## Demografie
Populace rajónu čítá na 15 100 lidí, v městských oblastech žije 7 300 lidí. Celkem je zde 81 osad.

## Pamětihodnosti
U vesnice Mochov v Lojeŭském rajónu Homelské oblasti se nachází unikátní archeologická památka z dob starověké Rusi mezi 10. a 11. století — Mochovský archeologický komplex.

## Známí rodáci
- Illarion Mjefoděvič Ignatenko (1919—2002) – běloruský sovětský historik, pedagog, sociální aktivista, doktor historických věd (1965), profesor (1966).